# Albano Laziale
Albano Laziale (latinsky Albanum) je obec v italském regionu Lazio. Nachází se 25 kilometrů od Říma. Sousedí s obcemi Castel Gandolfo, Rocca di Papa, Ariccia a Ardea. Má přibližně 40 tisíc obyvatel a rozlohu 23,8 km².

## Historie
První doklady o území Albano Laziale pocházejí z počátku prvního tisíciletí před naším letopočtem, kdy byly zdokumentovány pozůstatky sídel Tor Paluzzi, Castel Savelli a Colle dei Cappuccini. Lidé zde bydleli i v následujících dobách, v letech 830–730 př. n. l. se objevily stopy po mytickém založení latinského hlavního města Alba Longa. Většina historiků se příklání k lokaliazci antické Alba Longy mezi města Marino, Rocca di Papa a Ariccia na východní straně jezera Albano, naproti dnešnímu městu Albano.

### Starověké římské město

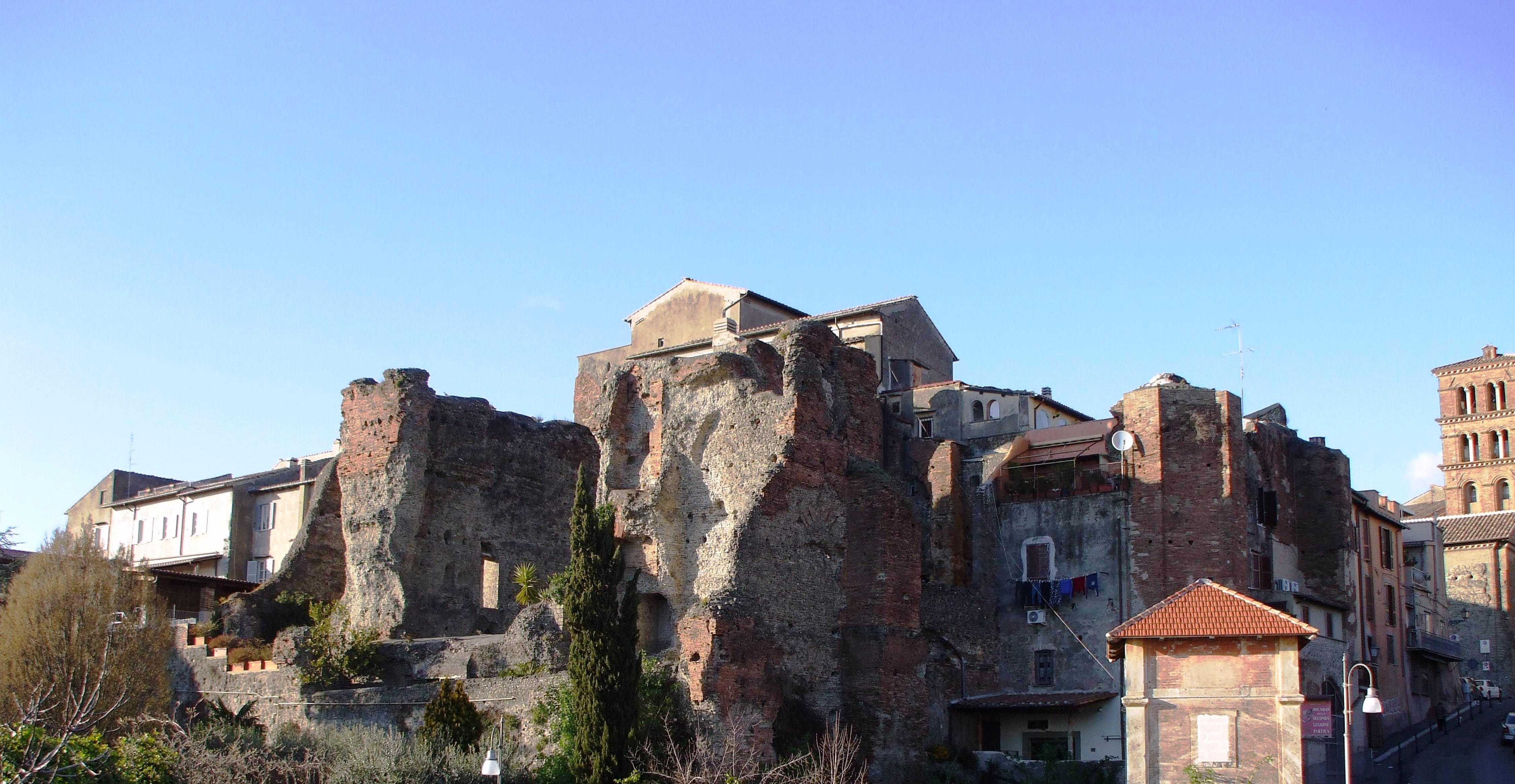
Ruiny Cellomaiových římských lázní

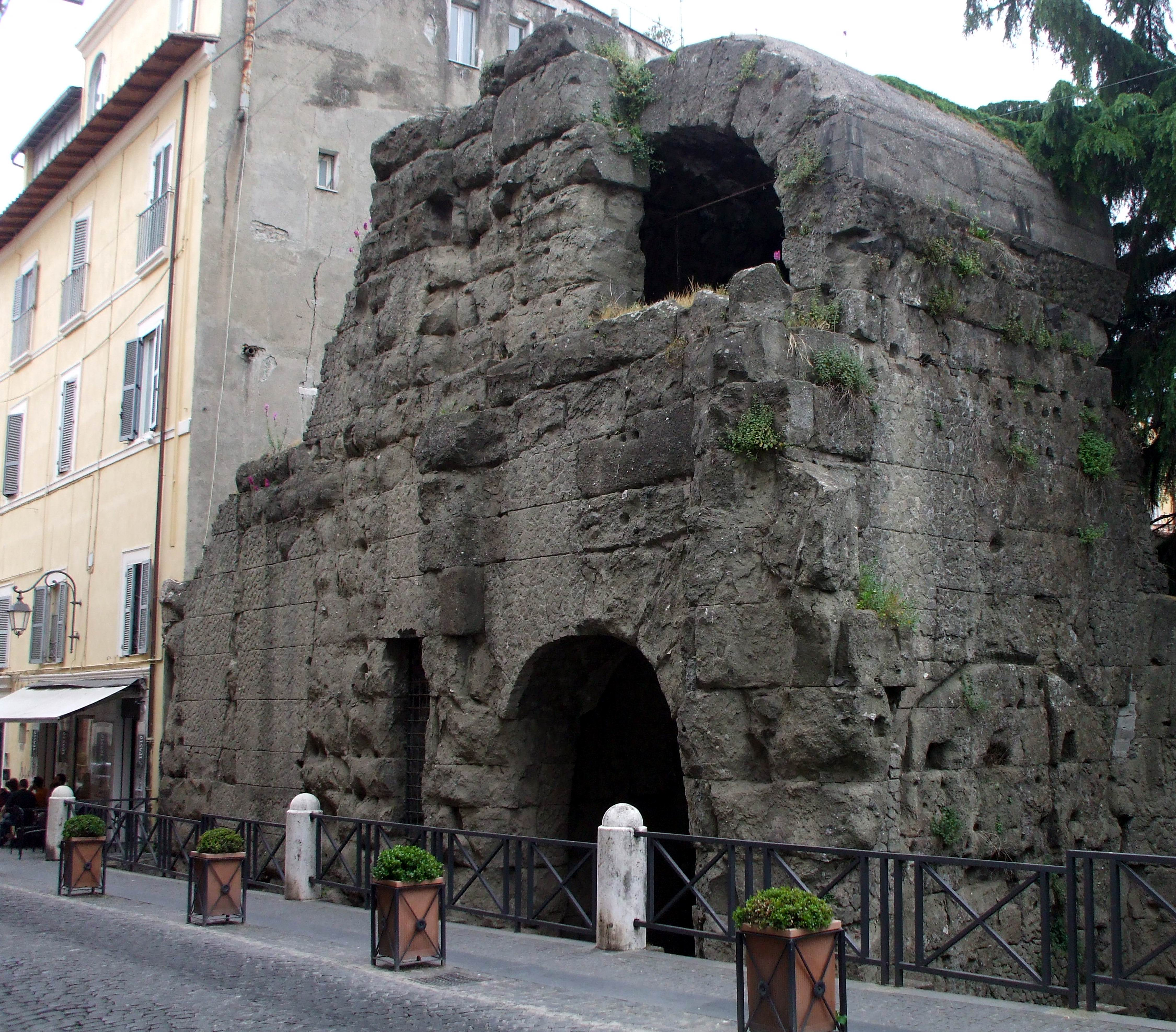
Porta praetoria

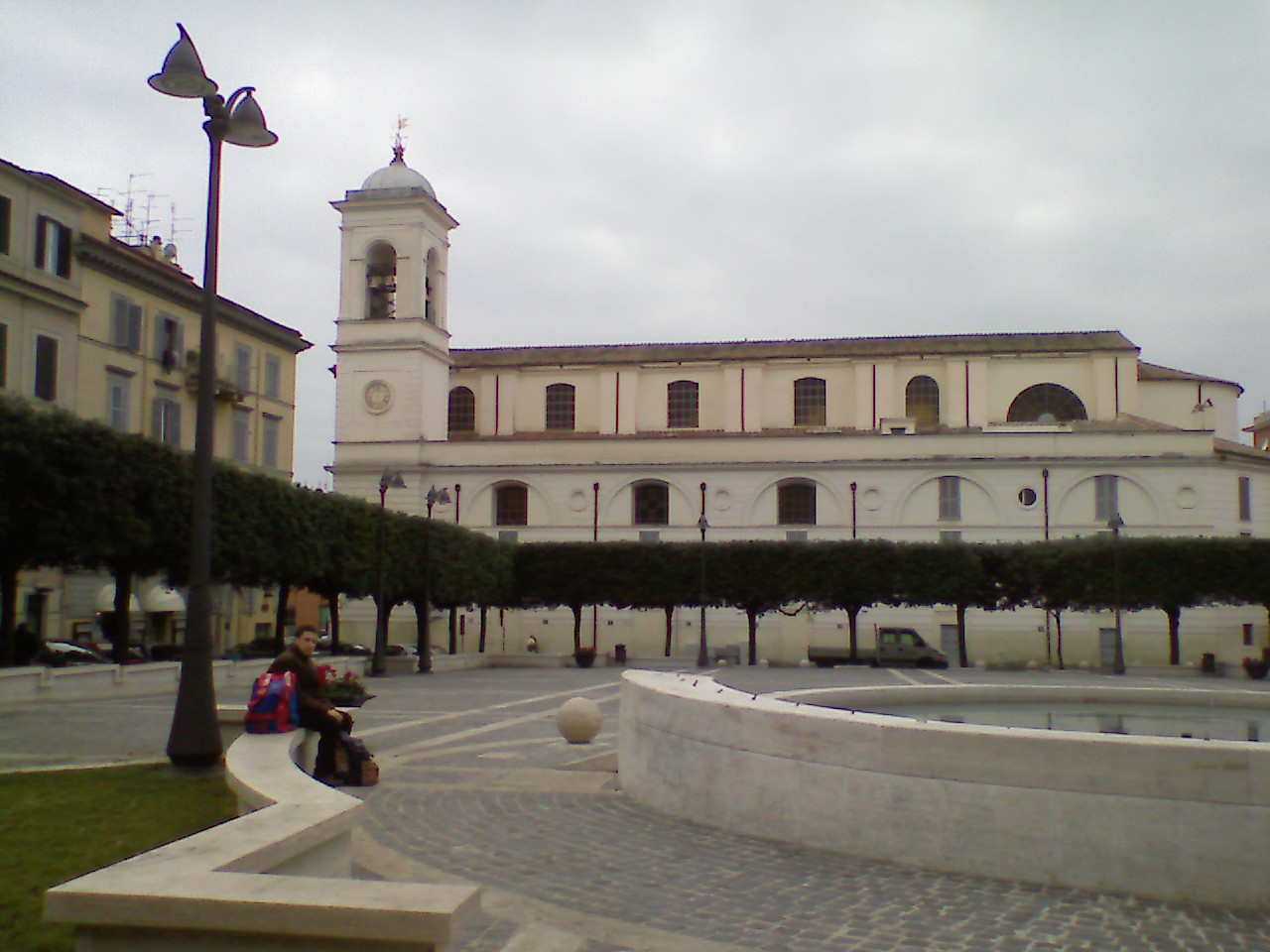
Náměstí Piazza Pia s katedrálou

Albano leží v oblasti, kde legendární Aeneův syn Ascanius založil Albu Longu. Dnes je ve znaku města Remus, jeden z mytických zakladatelů Říma. Albánci na tomto území byli do značné míry podrobeni bohatým obyvatelům Aricie, kteří si zde postavili několik předměstských římských vil. Pompeius zde měl vilu Albanum Pompeii, jejíž ruiny byly nalezeny uvnitř Villy Doria Pamphili. Senekova vila byla identifikována v ruinách nalezených na jižním hřebeni jezera Albano, na hranicích s městem Ariccia. Všechny tyto rezidence byly v době císaře Domitiana sloučeny do jednoho fondu v majetku císařského vládce, pro něhož bylo postaveno monumentální sídlo. Jeho ruiny se nacházejí převážně ve Ville Barberini v Castel Gandolfo. Císař Septimius Severus kolem roku 202 usídlil na místě starého města druhou vojenskou legii Parthica. Tak se z Castra Albana staly spojené vojenské tábory, které fungovaly až do konce 3. století našeho letopočtu. Albano se vyvinulo z této vojenské osady, jak dokumentují hlavní ulice, které dodnes procházejí po starověkém "decumanu" a "cardu" (tržišti).
Dochovala se stavba velkých Cellomaiových lázní, postavených Septimiovým synem Caracallou, stejně jako brána Porta praetoria.
Podle tradice v roce 326 císař Konstantin I. Veliký nařídil založení katedrály sv. Jana Křtitele v Albanense. Podle písemných zdrojů Konstantin daroval nové katedrále různé liturgické nádobí a několik statků v Ager Albanus. Během gotických válek bylo Albano degradováno z "municipia" na "oppidulum", což bylo malé opevněné město.
Od 5. století se christianizované město stalo suburbikální diecézí.
V roce 964 udělil císař Ota I. v Albanu investituru Virginiovi Savellimu, svému kapitánovi v Římě. Papež Paschalis II. se v roce 1118 uchýlil do Albana, když povstalci obsadili Řím, a rozhodl, že loajalita Albanenských bude trvale odměněna osvobozením od daní z mletí pšenice.
V roce 1137 během schizmatu protipapeže Anakleta II. a papeže Inocence II. protipapež obsadil Lazio Albano a další místa, aby rozšířil své panství, ale nepodařilo se mu je ovládnout. V roce 1142 bylo Albano vypleněno Saracény. Po bitvě u Monte Porzia v roce 1168 se Římané rozhodli městu pomstít za to, že se postavilo na stranu císaře Fridricha Barbarossy proti Římu, a tak město vyplenili a srovnali se zemí. Poté papež Inocenc III. daroval zpustlé pozemky s kostely Santa Maria Minor a sv. Mikuláše římskému klášteru sv. Pavla za hradbami.
V roce 1436 dal kardinál Giovanni Maria Vitelleschi na příkaz papeže Evžena IV. Albano Laziale i s hradem Savelli opět srovnat se zemí. V roce 1697 přešlo Albano pod přímou kontrolu Svatého stolce.
V letech 1699–1798 město bylo majetkem Svatého stolce. Papež Pius VI. v roce 1780 zahájil přestavbu Via Appia, aby dosáhl rychlého spojení Říma s Terracinou, kde probíhaly intenzivní práce na rekultivaci Pontinských bažin. První trasa nové „národní silnice“ vedla po Via Appia Antica, ale odbočila z cesty podél hřebene starověké Vallericcie a dorazila do Genzana, kde se vyhnula prudkému stoupání do Ariccie. Teprve výstavba mostu v Ariccii za pontifikátu papežů Řehoře XVI. a Pia IX. (1839–1849) vytyčila současnou trasu státní silnice č. 7 Via Appia. Otevření nové trasy Via Appia nepochybně Albanu prospělo, stejně jako místům podél toku jeho řeky. Během první okupace francouzskou armádou a událostí spojených s francouzskou revolucí se v Papežském státě 18. února 1798 Albano společně s Frascati, Velletri a později také s Marinem prohlásilo za „sesterskou republiku“ nově vznikající Římské republiky. Po lidovém povstání se Albanenci proti Francouzům vzbouřili a Albano bylo obsazeno a vypleněno vojsky Jeana Murata. Ten následujícího roku v Albanu dosadil do čela neapolské armády lupiče Fra Diavola (1771–1806).

## Ekonomika
V roce 1995 se ve městě sídlilo 475 průmyslových podniků, z nich 299 ve stavebnictví; patří k deseti největším průmyslovým areálům v jižní provincii Řím. Těžba kamene (peperino) trvá od římské antiky protože tento druh kamene na lávovém podloží je převážně jen na březích jezera Albano, těží se i v sousedním Aricciu a Marinu.
Historicky je zemědělství od římských dob spjato zejména s produkcí vína, a to již od římských dob, dále zeleniny (zelí, brokolice, květák, brambory, cibule, hlávkový salát, rajčata a artyčoky). Z ovoce jablka, hrušky, broskve, hroznové víno a citrusové plody. Významný podíl na příjmech města má turistika.

## Památky

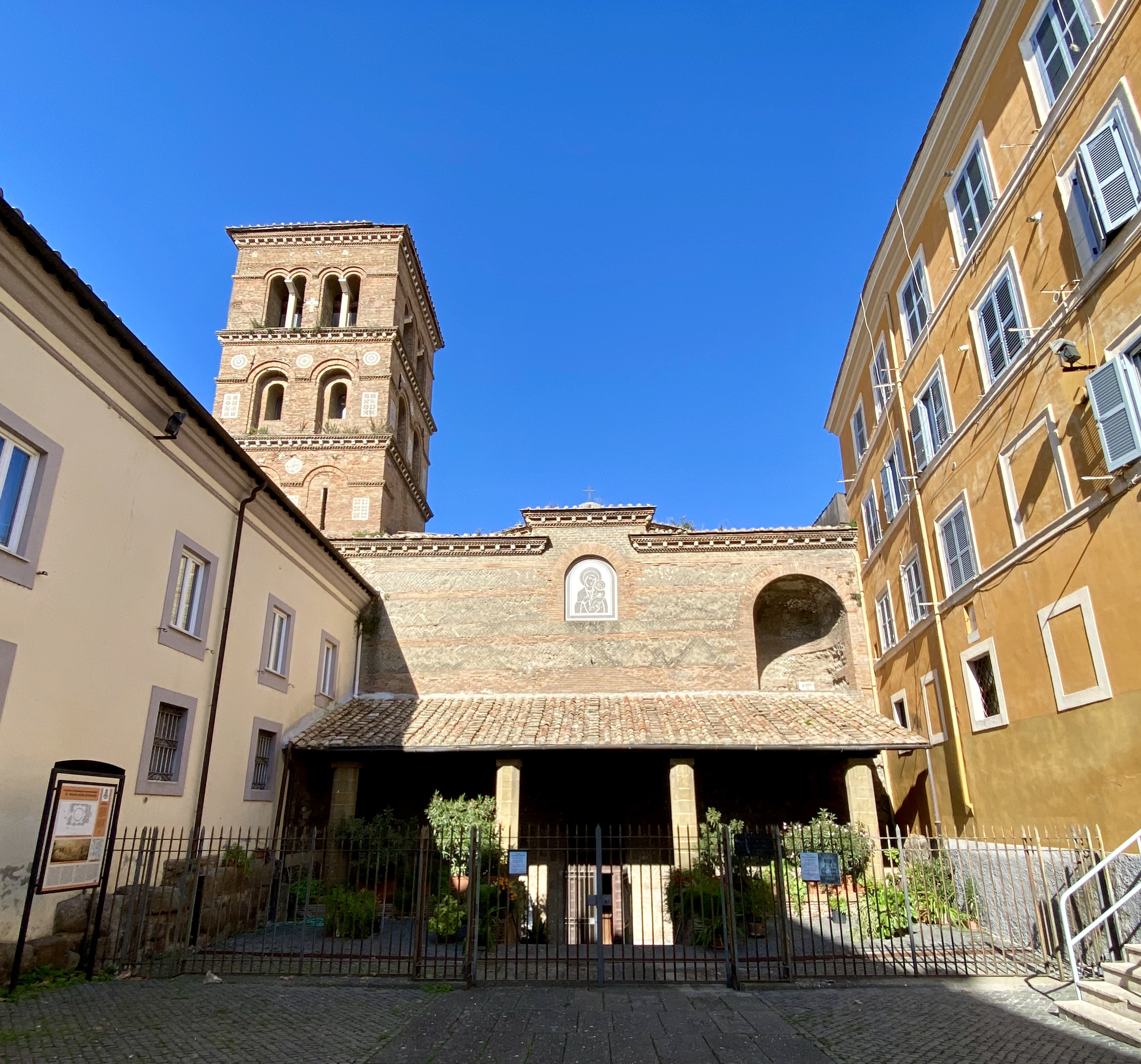
Santa Maria della Rotonda

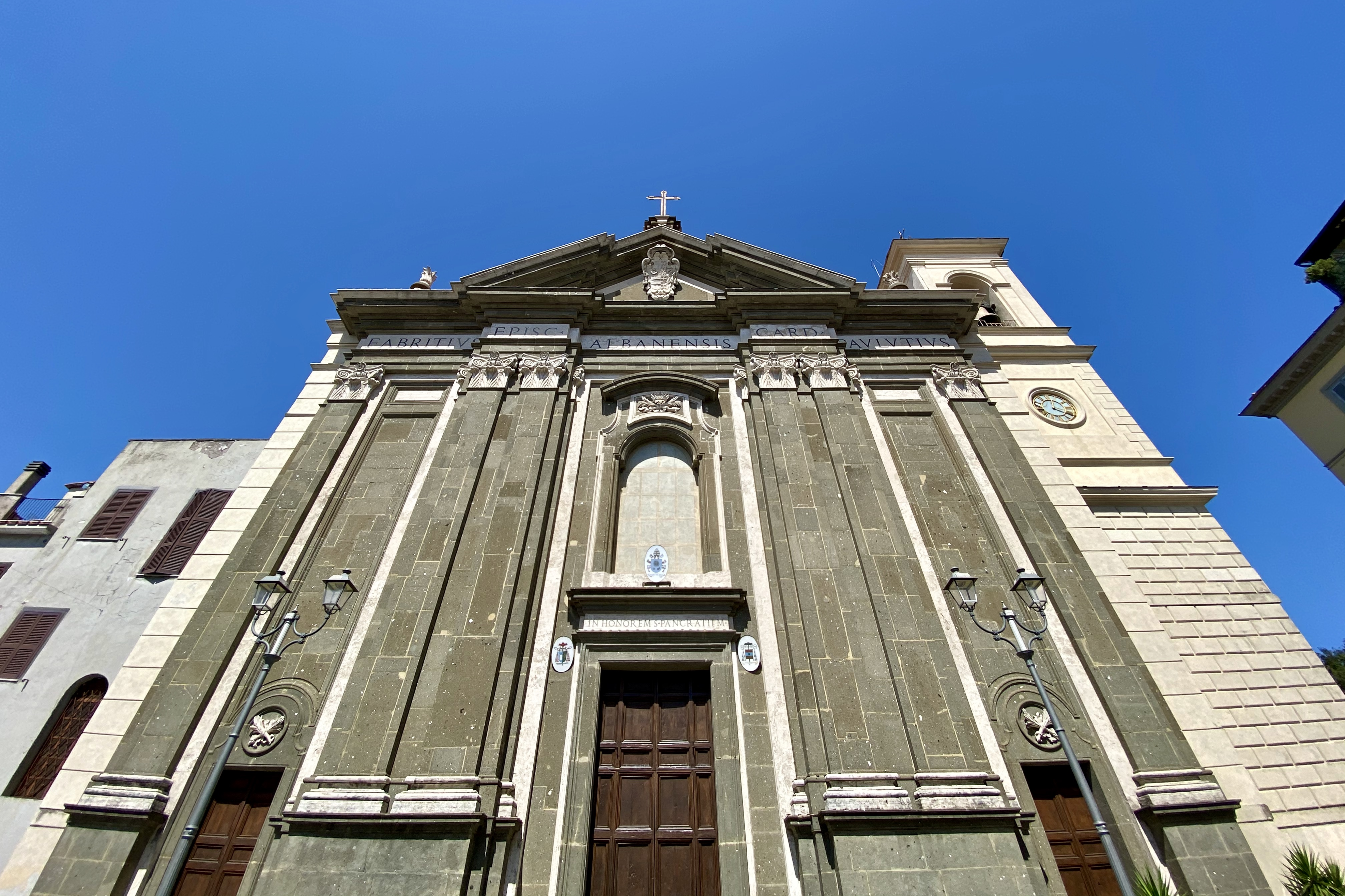
Katedrála sv. Pankráce

- Antické ruinyː Cellomaiovy lázně (v přízemí expozice muzea II. římské legie), Porta Praetoria, amfiteátr, katakomby, cisterna, věžové hrobky
- Svatyně Santa Maria della Rotonda, byzantská stavba na římských základech Domitianova paláce z 1. století n. l., analogická římskému Pantheonu
- Městské opevnění se třemi branami
- Katedrála sv. Pankráce, na základech Konstantinovy baziliky sv. Jana Křtitele, r. 816 zasvěcené sv. Pankráci, barokní stavba z let 1719–1721
- Kostel sv. Pavla
- Klášter kapucínů
- Hrad Savelli na opevněném návrší
- Několik paláců a vil římských prelátů a aristokracieː
  - Palác Pamphilj (Collegio Nazareno) – barokní stavba z let 1708-1717, dal postavit kardinál Benedetto Pamphilj, nyní ruina
  - Villa Boncompagni z roku 1857, obývala ji italská královna Markéta Savojská (1851–1926)
- Městský park
- Městské muzeum (Museo civico)

## Osobnosti
Osobnosti spojené s Albanem Laziale:
- Marcella Albani (1899–1959), herečka
- Julius von Blaas (1845–1923), malíř
- Svatý Bonaventura (1217–1274), kardinál
- Cesare De Sanctis (1824–1916), hudebník, skladatel a dirigent
- Ferenc Liszt (1811–1886) maďarský skladatel
- John Lovrovich, katolický kněz a historik
- Simone Pepe (* 1983), fotbalista
- Luca Persiani (1984–2024), závodní jezdec
- Piero Taruffi (1906–1988) závodní jezdec
- Luigi Traglia (1895–1977) kardinál

## Partnerská města
- Białogard, Polsko, 2004
- Koszalin, Polsko, 2004
- Alytus, Litva, 2004
- Savelli, Itálie
- Teterow, Německo